# 马来西亚残疾人奥林匹克理事会
马来西亚残疾人奥林匹克理事会（IOC编码：MAS），简称马来西亚残奥理事会，是代表马来西亚的国家残疾人奥林匹克委员会。马来西亚残奥委会成立于1989年，并于同年获得国际残疾人奥林匹克委员会的承认。马来西亚残奥委会也是亚洲残疾人奥林匹克委员会的成员。

## 外部连结
- 官方网站 （英文）